# Baie de Koweït
La baie de Koweït est une baie du golfe Persique. La principale ville de cette baie, Koweït, capitale du Koweït, est située sur sa rive sud. Elle constitue le seul bon port naturel au fond du golfe Persique.